# 小行星5605
小行星5605（英語：5605 Kushida）是一颗围绕太阳公转的小行星。1993年2月17日，大友哲在藤枝市发现了此天体。
这颗小行星的绝对星等为180.1219362948084等。